# Marmagen
Marmagen è una frazione del comune tedesco di Nettersheim.
Marmagen è il villaggio del già circondario di Schleiden e risale al vicus di Marcomagus sulla strada romana da Treviri a Colonia presente nei secoli II e IV. Dopo settecento anni di storia come villaggio della Abbazia di Steinfeld dai primi del '900 Marmagen si è sviluppato nel commercio e nelle costruzioni. È sede della nota clinica Eifelhöhenklinik AG Marmagen.

## Geografia

### Posizione

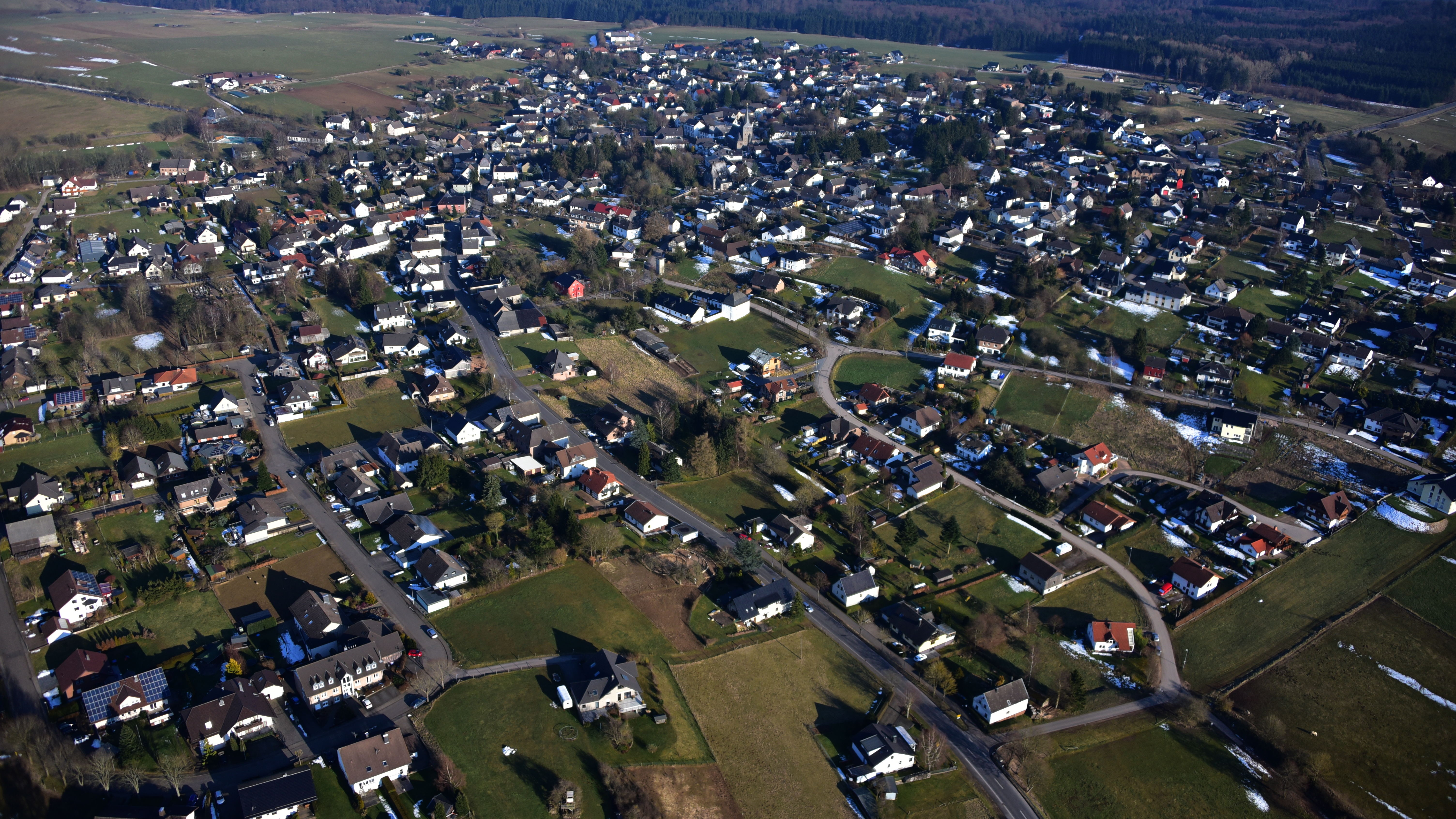
Marmagen, veduta aerea (2016)
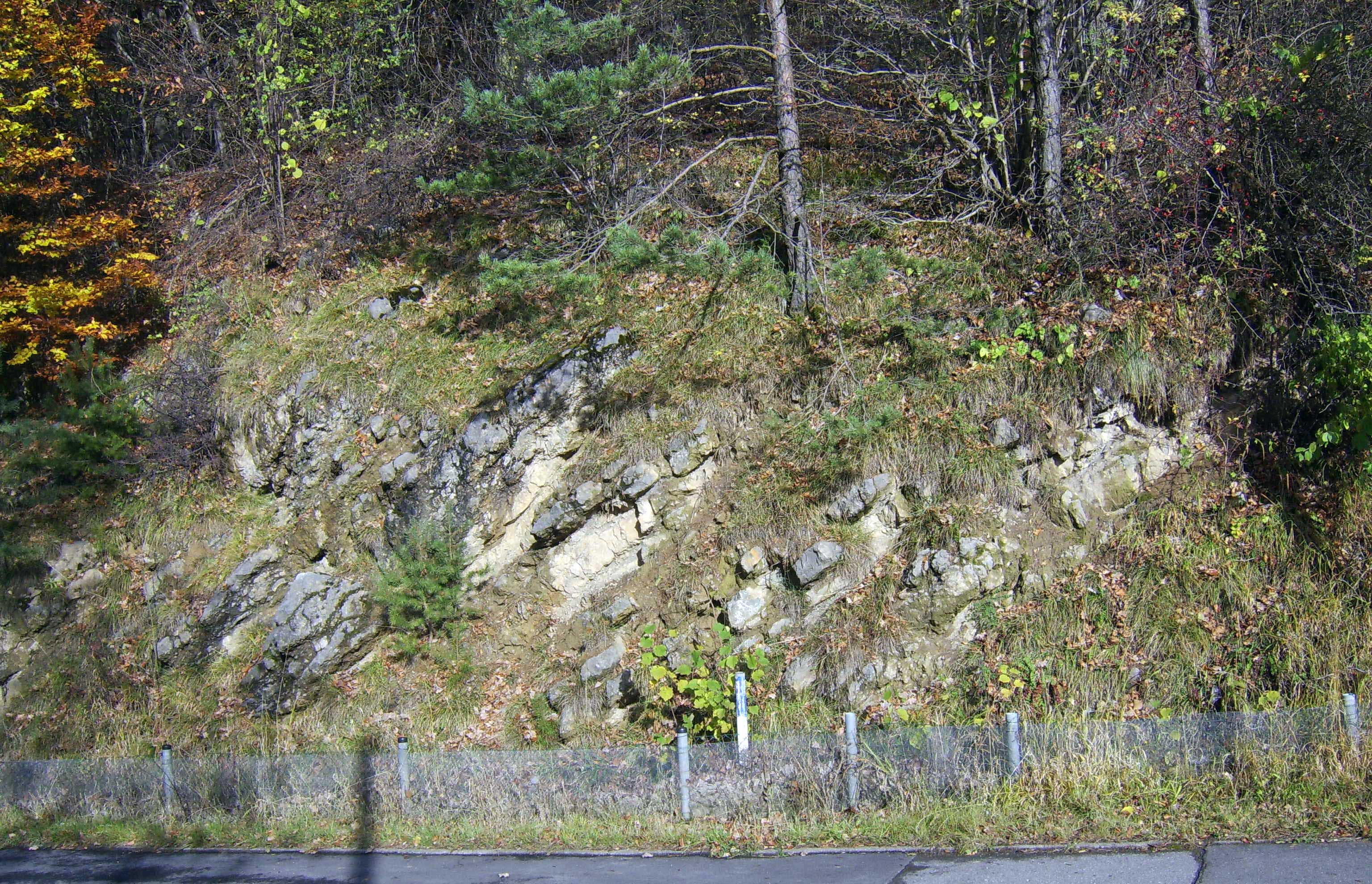
Il periodo devoniano con rocce calcaree in Schleidener Straße
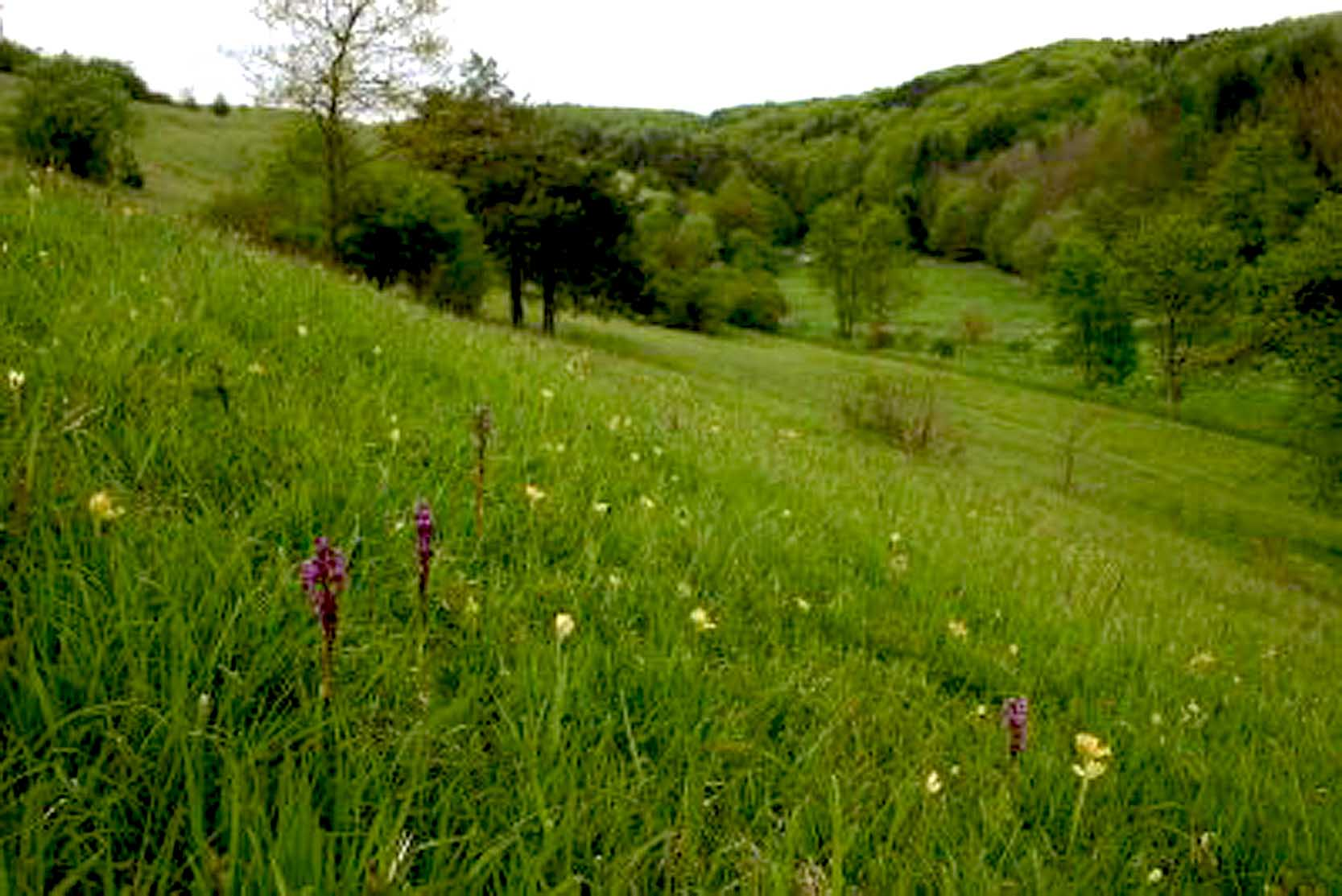
Orchidee nella riserva naturale Gillesbachtal bei Marmagen

Marmagen giace sul confine tedesco-belga nel parco naturale Venn-Eifel. Marmagen è delimitato a est dal fiume Urft, a sud dalla Bundesstraße 258 (Blankenheim – Schleiden) e a ovest dai Tälern des Marmagener Baches e dal torrente Gillesbach (Urft). A nord dalla Kreisstraße 59 verso Nettersheim. 
Con una superficie boschiva del 65% del territorio Marmagen-Nettersheimer Hochfläche (da 540 fino a 600 m s.l.m.).
È presente anche la borgata Bahrhaus.

## Storia

### Celti e Romani (preistoria)
Marmagen trae origine nel nome dai Celti. Il finale celto gallico „magus“, che si trova in altre località della Renania (esempi Recomagus=Remagen, Durnomagus=Dormagen) sta per "luogo" e il nome „Marcomagus“ con "posto di confine", sul confine dei Treveri e Eburoni. Altre interpretazioni le attribuiscono il nome di „Roßfeld“.